# Обыкновенный судак
Обыкновенный суда́к (лат. Sander lucioperca) — вид лучепёрых рыб из семейства окунёвых (Percidae).

## Внешний вид и ареал
Судак распространён довольно широко в пресных водоёмах Восточной Европы и Азии, встречается в реках бассейнов Балтийского, Чёрного, Азовского морей, Каспия, Аральского моря, озёр Иссык-Куль и Балхаш, также в других озёрах и опреснённых участках указанных морей.
Рыба крупных размеров. По официальным данным, встречаются особи длиной более метра и массой до 10—15 кг, вероятно, существуют экземпляры и более крупных размеров. В боковой линии 80—97 чешуй. Спина и верх головы зеленовато-серые, брюхо белое. По бокам проходят 8—12 коротких широких поперечных полос буро-чёрного цвета. Парные и анальный плавники серо-жёлтые, на спинных и хвостовом плавниках ряды темных пятнышек, расположенных на перепонках между лучами. Характерной особенностью является наличие на челюстях крупных клыкообразных зубов, которые у самцов обычно крупнее, нежели у самок.

## Образ жизни и питание
По образу жизни судак — типичный хищник. Питается рыбой, а мелкие особи также поедают водных беспозвоночных. Весьма чувствителен к концентрации кислорода в воде и наличию взвесей, поэтому не встречается в заболоченных водоёмах. В тёплое время года держится на глубинах 2—5 м. Активен как днём, так и ночью. Благодаря наличию за сетчаткой светоотражающего слоя, способен эффективно охотиться при слабом освещении. Ночью выходит на мелководье или же охотится у поверхности воды, устраивая так называемый «бой», с характерными «судачьими» всплесками. Днём откочёвывает в более глубокие места. Обычно предпочитает песчаное или галечное дно, особенно если там есть крупные объекты (коряги, камни и тому подобные), которые можно использовать как укрытие, так как судак в основном засадный хищник. Основу питания обычно составляют рыбы с узким телом. Как правило, это бычки, пескари, уклейка или тюлька, причина этого — узкая от природы глотка. Эти же рыбы используются при ловле судака на живца.
Судак очень устойчив к разнообразным болезням.

## Нерест

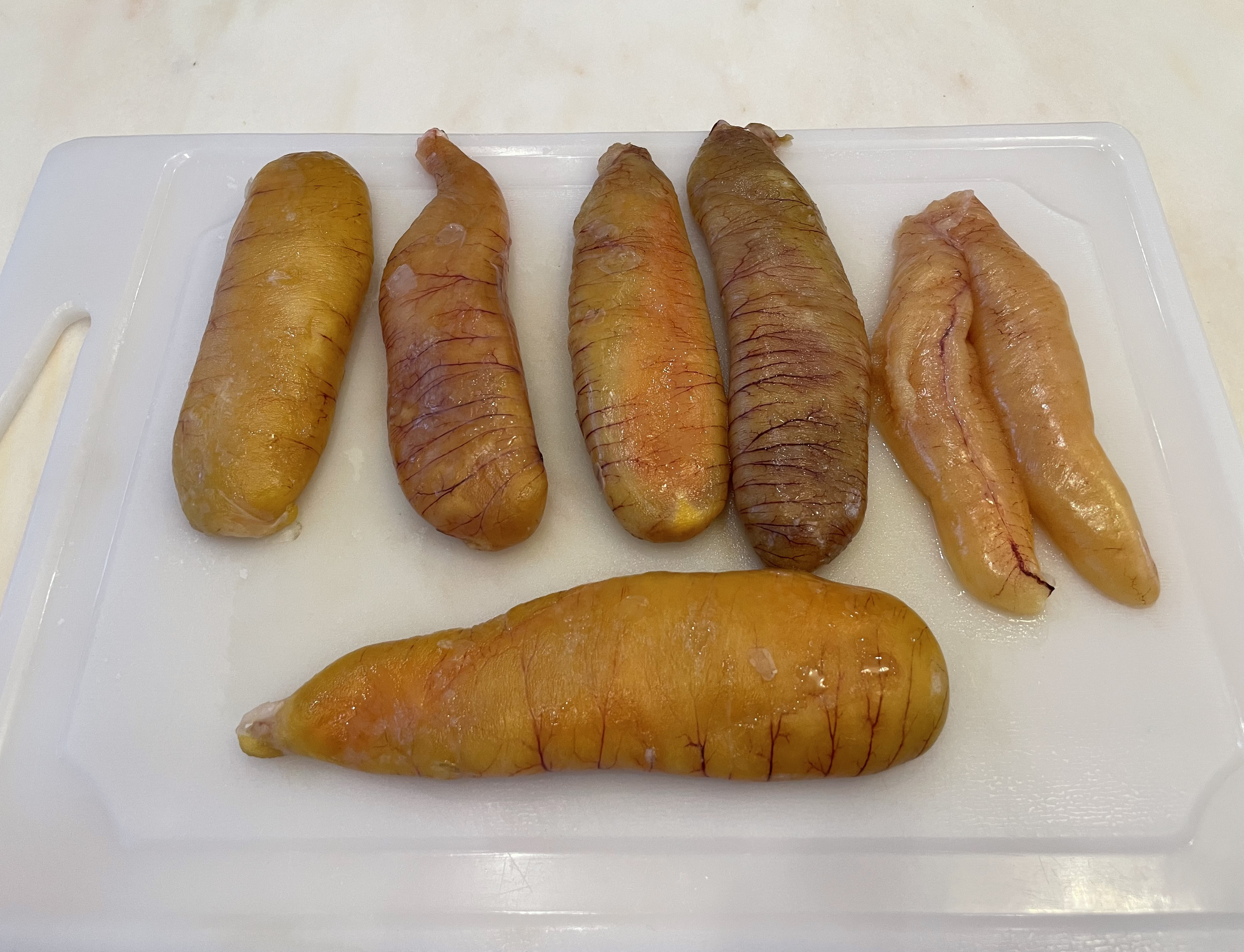
Икра судака в ястыках

Нерест у судака происходит весной, когда температура воды доходит до отметки около 12 градусов. На широте Приазовья это апрель — начало мая. Для нереста выбирает мелководные участки, обычно с затопленными кустами, деревьями или крупным мусором на дне, глубиной от полуметра до шести метров. Место для откладки икры выбирает самец и очищает его от ила. Икра мелкая, желтоватая. Молодь питается сперва мелкими беспозвоночными. Достигая размеров около 8—10 см, судак почти полностью переходит на питание молодью других видов рыб, встречающейся летом в изобилии, так как растёт намного быстрее. При хороших условиях питания уже на 2-м году жизни судак способен достичь массы до 500—800 граммов. Нерестится же обычно впервые на 3—4-м году жизни.
В зимнее время держится на ямах, часто вместе с карповыми рыбами (лещом, сазаном и так далее), где ловится на зимние снасти.

## Промысел
Судак является довольно ценной промысловой рыбой, а также объектом спортивной охоты, поэтому в некоторых странах вылов этого вида рыб ограничен.

## Пищевая ценность

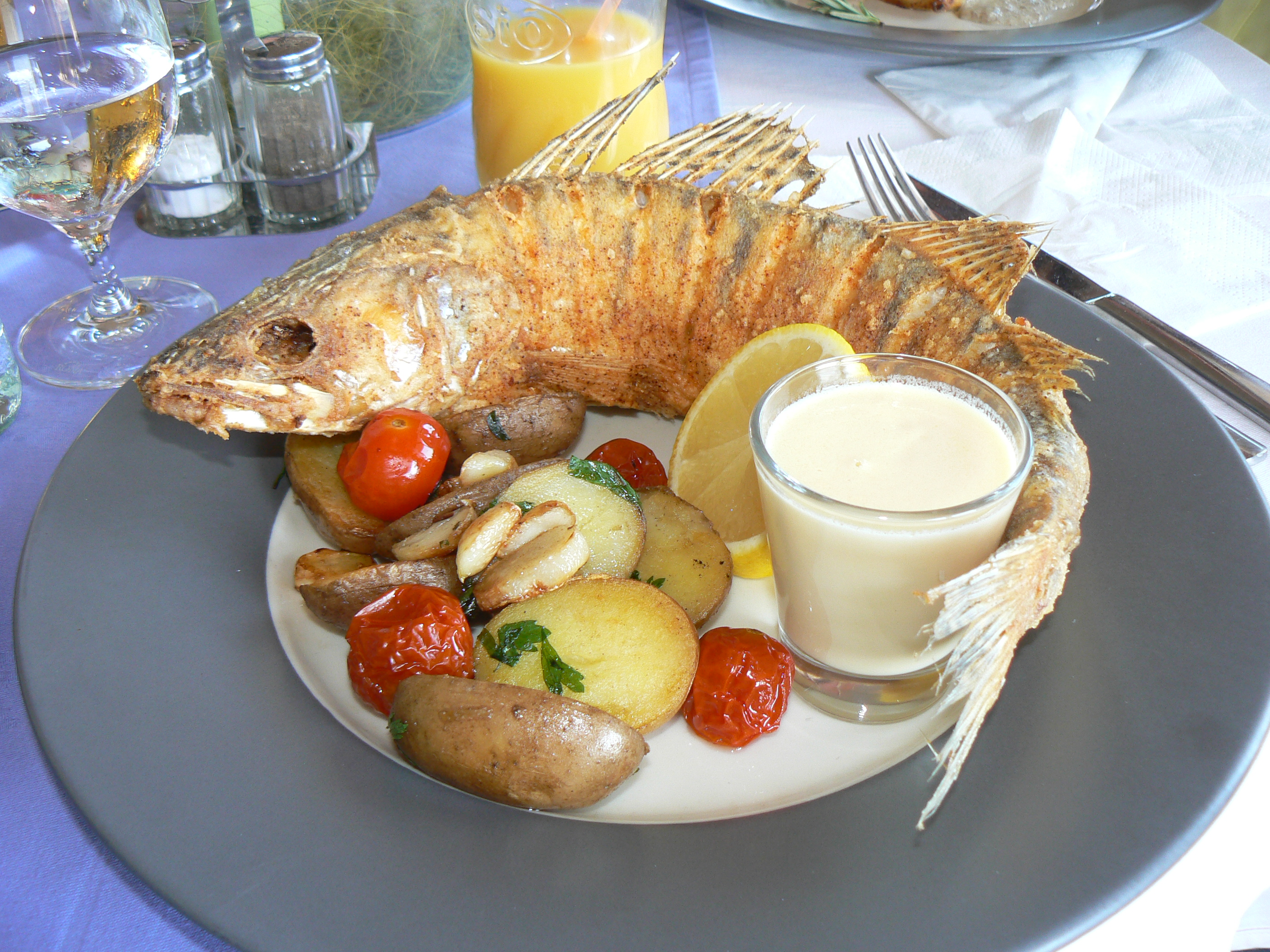
Запечённый судак

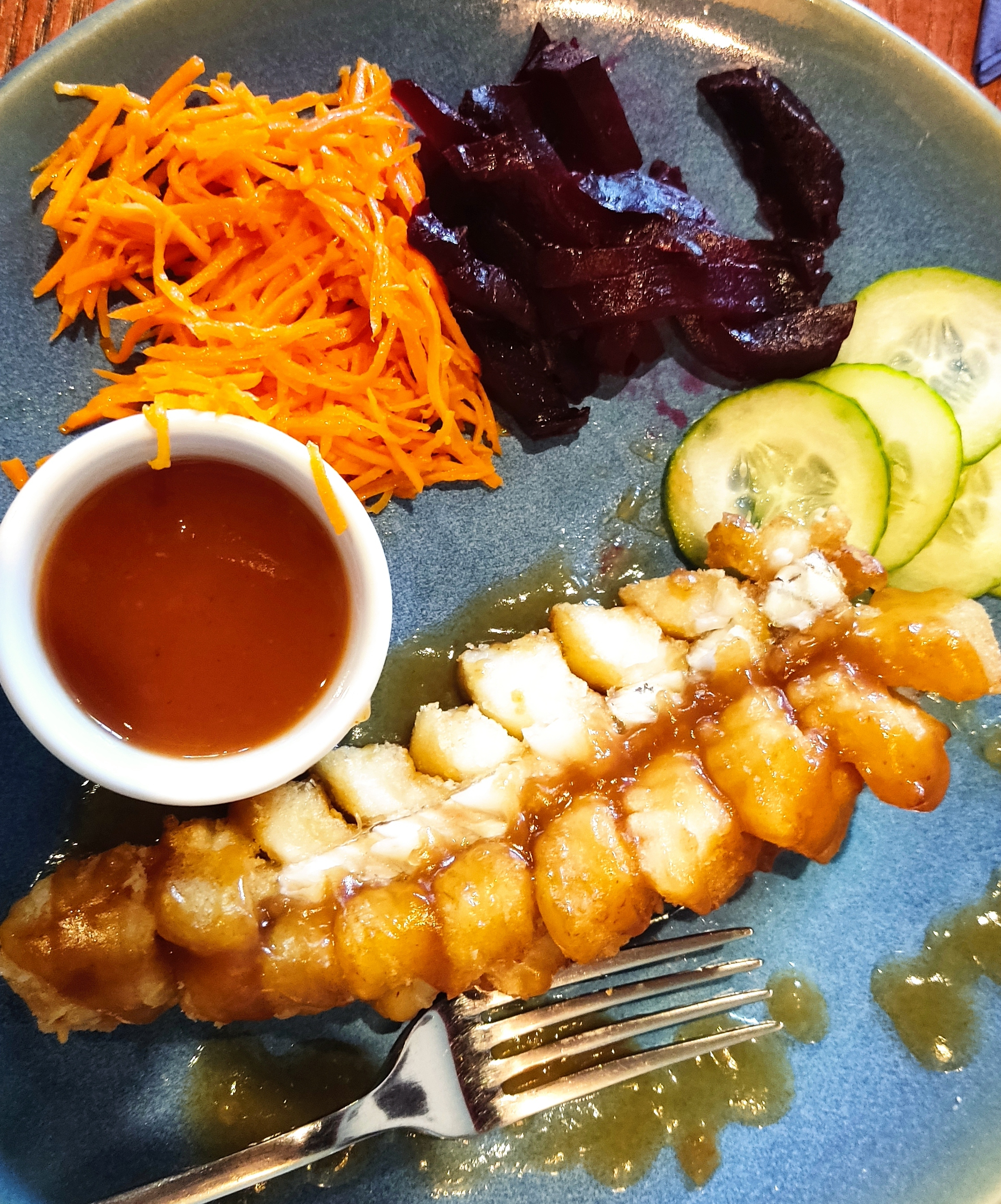
Судак в кисло-сладком соусе

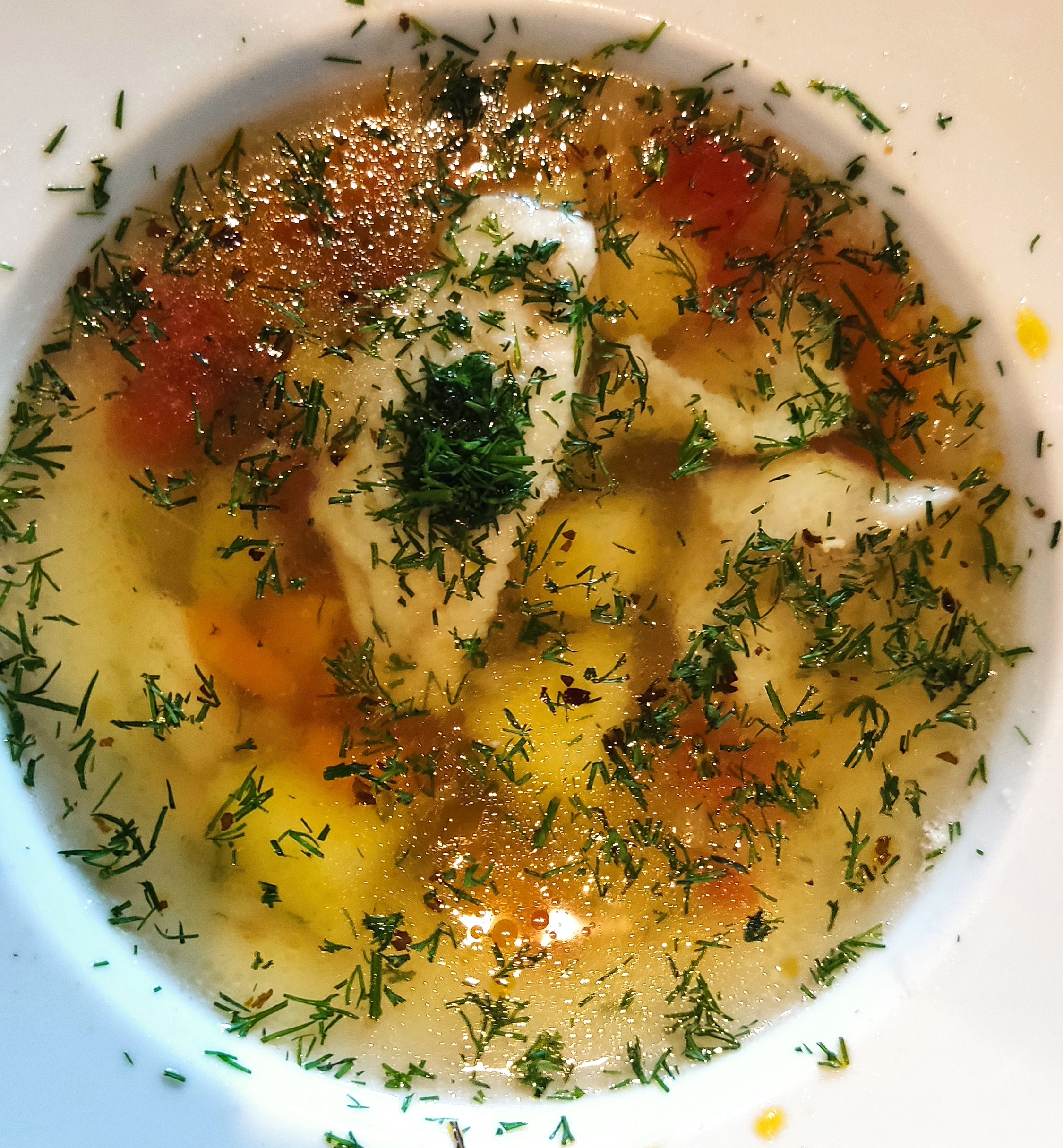
Уха из судака

Мясо судака считается диетическим продуктом — жирность его минимальна: 1 % у весеннего, 2 % у осеннего. Пищевая ценность судака очень велика — содержание белков в нём превышает 18 %. В мясе судака присутствуют все 20 аминокислот, 8 из которых — незаменимые (то есть не синтезируются организмом человека), а кроме того, содержится масса минеральных веществ, необходимых человеку (фосфор, калий, йод, молибден, марганец и другие).
Приготовление судака возможно с применением практически любых способов тепловой обработки. Из судака готовят уху, заливное, его припускают, варят на пару, тушат, запекают и жарят на гриле.
Его мясо хорошо сочетается с другими продуктами, кроме имеющих агрессивный вкус. Хорошо сочетаются с судаком шпинат, спаржа, брокколи, цветная капуста, савойская капуста, огурец, кабачок, цукини, фенхель, тыква (не медовая), болгарский перец, лук-порей, латук, салат Айсберг, салат Фризе, рис, соус Бер блан, соус польский.
В мясе судака много соединительной ткани, что позволяет готовить из него заливное, котлеты, а также фарш. Из-за особенностей аминокислотного состава фарш из судака быстро взаимодействует с солью, вследствие чего её надо добавлять на последнем этапе приготовления. В судаке мало костей, в основном присутствуют мелкие межмышечные кости.
Судак продаётся в охлаждённом и замороженном виде, дикий и из рыбоводных хозяйств. Замороженный судак продаётся в неразделанном виде, потрошёный с головой, либо в виде филе на коже, фарша или щёчек. В продаже также имеется вяленый судак и икра. Вес продаваемой рыбы — от 1 до 4 кг, размер — до 70 см.
Содержание на 100 г продукта:
Углеводы 1,3 г
Холестерин 60 мг
Насыщенные жирные кислоты 0,2 г
Вода 79,2 г
Жиры 1,1 г
Белки 18,4 г
Калорийность 84 ккал

## Судак на Дальнем Востоке России
В 1960-е и 1970-е годы учёные-ихтиологи выпускали молодь судака в озеро Ханка. Судак очень медленно прижился в этом водоёме, вероятно, испытывая сильное противодействие со стороны аборигенных хищных рыб. Позднее судак спустился по вытекающей из озера реке Сунгача в Уссури и далее в Амур, где теперь встречается в уловах рыболовов-любителей. Конкурентами судака по месту обитания и способу добычи пищи являются ауха и верхогляд.